# عین زاویه
عین زاویه (به عربی: عین الزاویة) یک شهرداری در الجزایر است که در استان تیزی وزو واقع شده‌است.